# Trachemys scripta scripta
La tartaruga dalle orecchie gialle, o scivolatrice dal ventre giallo (Trachemys scripta scripta (Thunberg in Schoepff, 1792)), è una testuggine appartenente alla famiglia degli emididi, diffusa negli Stati Uniti. È una sottospecie della tartaruga palustre americana.

## Descrizione
La Trachemys scripta scripta deve il nome comune di "tartaruga dalle orecchie gialle" alle chiazze di color giallo acceso sulle guance.

Assomiglia alla Trachemys scripta troostii (o tartaruga dalle orecchie arancioni), che però è caratterizzata da una striscia gialla con sfumature arancioni posta poco al di sopra della membrana timpanica.
Il carapace cambia colore a seconda dell'età: quando l'individuo è più giovane il colore è verde scuro, poi con il passare del tempo si scurisce fino ad arrivare perfino a nero, soprattutto nei maschi.
Il piastrone è completamente giallo, con al massimo una macchia nera sui due scuti gulari, ed è all'origine del nome "scivolatrice dal ventre giallo" (in inglese yellow-bellied slider).
Le dimensioni di questa sottospecie sono variabili a seconda del sesso dell'animale: i maschi sono più piccoli e si aggirano sui 15 cm (18 cm se cresciuti in cattività), mentre le femmine possono raggiungere anche i 25 cm.
I maschi hanno unghia molto lunghe (possono arrivare fino a 3 cm) che servono per facilitare la danza di accoppiamento, e una coda molto lunga con apertura della cloaca posta alla sua estremità, in prossimità della punta; le femmine invece hanno una coda sottile con la cloaca posta alla base della coda per aiutarle durante la deposizione delle uova.
Tutte queste differenze vengono notate con difficoltà, o non si vedono affatto, prima della maturità sessuale, ovvero quando gli animali arrivano alle dimensioni di circa 15 cm, verso il 5º anno d'età.
In media vive 20 anni circa in libertà, ma in cattività può raggiungere i 40 anni di età.

## Distribuzione e habitat
Questa tartaruga è originaria delle acque degli Usa, tra la Virginia meridionale e la Florida settentrionale.
Predilige corsi d'acqua poco profondi, con fondale morbido, poca corrente, abbondante esposizione al sole e ricca vegetazione.

## Biologia
Il letargo di questo animale varia a seconda del luogo, solitamente dura il periodo invernale, ovvero da fine novembre a inizio marzo.

### Alimentazione
Onnivora.

### Riproduzione

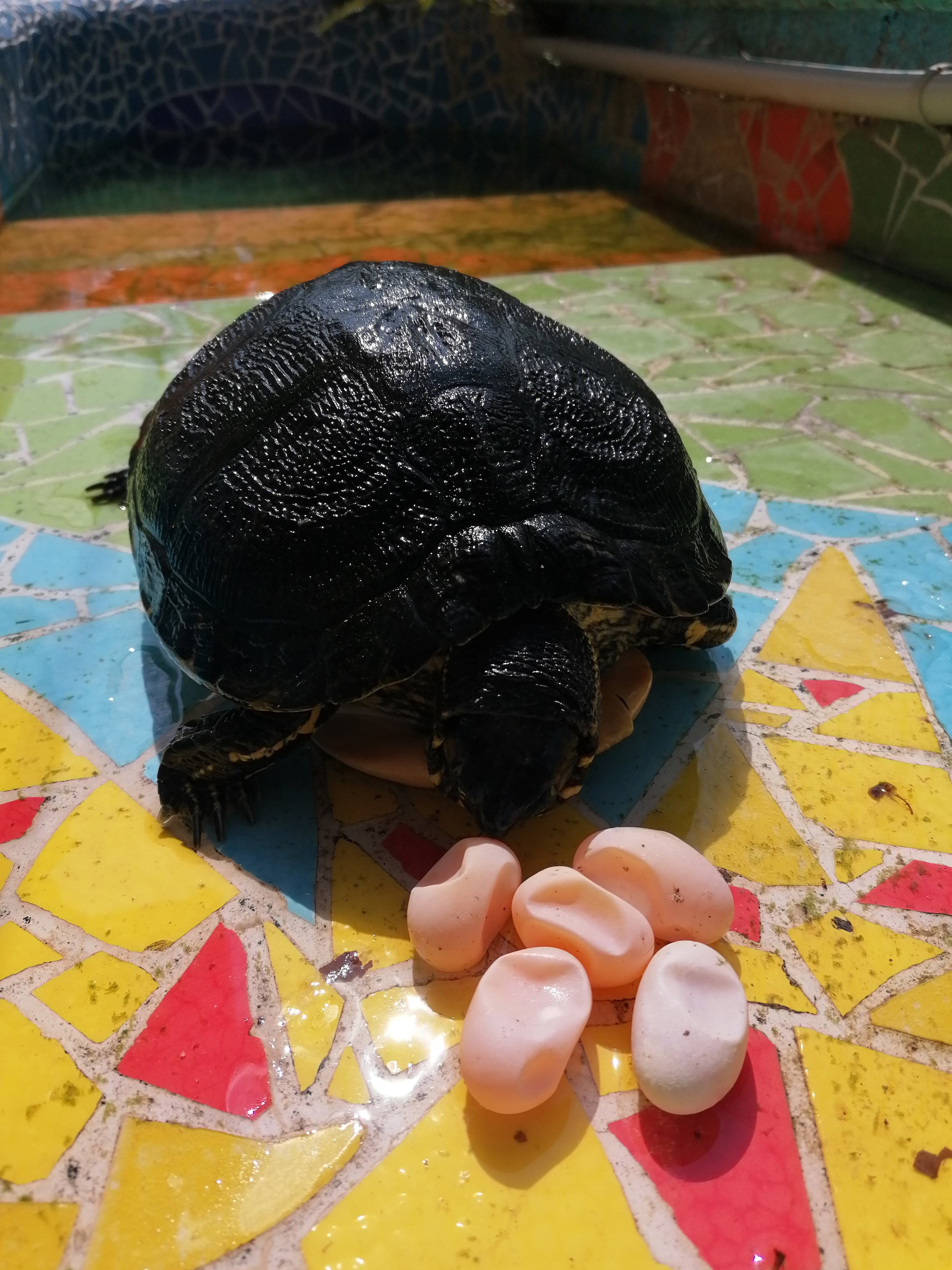
Un esemplare di T. s. scripta con le sue uova

I maschi durante il periodo di corteggiamento adottano un rituale particolare vibrando le zampe anteriori innanzi al muso delle femmine.
Le uova vengono tenute in grembo per un periodo che varia dai 30 ai 60 giorni, e dopo esser state deposte in un terriccio umido e caldo bisogna aspettare dai 2 ai 4 mesi prima di vederle schiudersi. Una tartaruga può deporre dalle 5 alle 20 uova in ogni covata e ogni anno fa circa tre covate. Come in altre specie di rettili, il sesso dipende dalla temperatura, ovvero se le uova vengono deposte in un luogo con meno di 27 gradi nascerà una tartaruga di sesso maschile, mentre se vengono deposte in un luogo con temperatura di 30 gradi o superiore, nascerà una tartaruga di sesso femminile. Le covate che nascono a una temperatura compresa tra i 27 e i 30 gradi generano esemplari di diverso sesso, a seconda di quali uova restano più al caldo.

## Stato di conservazione
La specie non è a rischio.

## Malattie
L'esemplare è soggetto a diverse patologie, tra cui:
1. Gotta. Può essere causata da un'alimentazione poco varia, da un eccesso di vitamine o da disidratazione.
2. MOM. Può sorgere in diversi casi, tra cui: carenza di calcio; eccesso di fosforo; poca esposizione ai raggi UVB-UVA. I sintomi sono la deformazione permanente delle ossa e della corazza.
3. Piramidalizzazione. Una dieta troppo proteica e la scarsità di moto possono provocare delle gobbe, antiestetiche e nocive alla loro salute.
4. Ipovitaminosi A. La carenza della vitamina A si manifesta con la cecità temporanea (infiammazione di entrambi gli occhi) e può essere determinante nell'insorgere di patologie all'apparato uditivo e a fegato.
5. Congiuntivite. È un'infiammazione degli occhi dovuti a fattori esterni (sabbia, terra, ecc.) che porta alla cecità temporanea
6. SCUD. È una malattia infettiva causata da batteri colonizzanti lesioni superficiali o da organismi patogeni nel sangue.
7. Micosi. Patologia causata da insediamento di funghi nella cute o nella corazza ed associata a mancata esposizione ai raggi ultravioletti o allo stress.
8. Rinite. Infezione delle vie respiratorie causata dagli sbalzi termici (ma anche da alimentazione non varia). La patologia potrebbe evolversi in polmonite.
9. Gastroenteriti.
10. Costipazione gastrointestinale. Rallentamento della digestione fino ad un completo arresto. Conseguenza è che il cibo fermo nell'apparato digerente, disidratandosi, diventa una massa dura e compatta che può anche fermentare producendo gas e batteri dannosi.
11. Stomatiti.
12. Distocia. Difficoltà nel deporre le uova.
13. Ritenzione degli scuti.
14. Prolasso della cloaca.
15. Insufficienza renale.
16. Tumore.
17. Ascesso auricolare. Si tratta di un'infezione localizzata sulla zona laterale della testa (orecchie), che si manifesta con un gonfiore sporgente. Necessita di intervento chirurgico, seguito da cura antibiotica. Tra le cause, vi è la carenza di vitamina A; ma anche scarsa igiene in vasca, mancanza di raggi UVB e temperature inadeguate.

## Eco-etologia in Italia

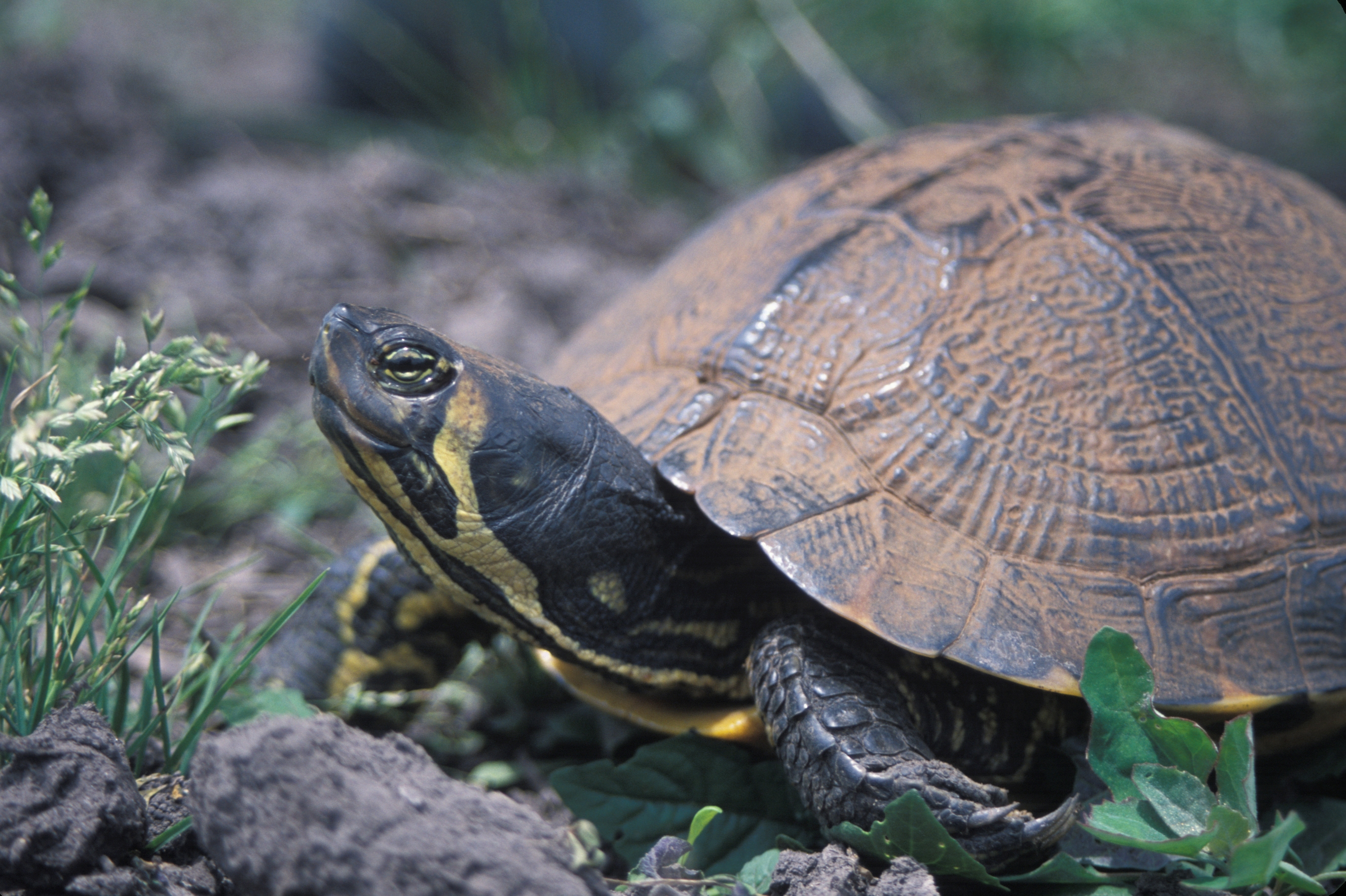
Purtroppo le Trachemys scripta scripta spesso vengono acquistate da piccole e poi abbandonate una volta cresciute.

La Trachemys è inserita nell'elenco mondiale delle 100 specie più invasive.
Questa specie viene comunemente ritenuta una temibile predatrice di anfibi, pesci e uccelli acquatici e concausa della diminuzione degli esemplari dell'autoctona Emys orbicularis.
Tale luogo comune è in contrasto con innumerevoli studi italiani ed europei evidenziano che la specie nei primi anni di vita è prevalentemente insettivora e da adulta è prettamente vegetariana ed opportunistica, con scarse capacità predatorie, al contrario della prettamente carnivora  Emys o., inoltre non sono stati evidenziati casi di predazione alla piccola fauna simpatrica, pesci e pulli di ralli e di anatidi.
Si stima che in Italia ogni anno giungano circa 900.000 testuggini l'anno e l'abnorme diffusione degli esemplari, negli specchi, corsi d'acqua, finanche nelle fontane e laghi dei parchi pubblici è dovuta esclusivamente al continuo rilascio di esemplari adulti o subadulti capaci di superare con una fase di letargo i rigori invernali, cosa non possibile per i giovani esemplari. 
Nelle varie zone climatiche italiane è stato osservato che le deposizioni di uova raramente portano alla schiusa e che gli esemplari sopravvivono solo in condizioni di semilibertà in ambienti lacustri protetti e nelle zone meridionali con inverni meno rigidi.
La Trachemys è soggetta a tutti i fattori antropici negativi a cui è soggetta la Emys e la sua massiccia presenza è dovuta solo al continuo costante rilascio di svariate decine di migliaia di esemplari adulti e subadulti ben alimentati nella fase di allevamento domestico, cosa che fa superare la fase di riduzione naturale per predazione a cui sono sottoposti i giovani esemplari selvatici.
Analizzando tutti questi fattori è stato ipotizzato che senza questi continui rilasci questa specie sarebbe destinata a scomparire in alcune decine di anni per la sua incapacità di riprodursi e quindi sia da ritenere sì alloctona ma non specie acclimatata.

## Terrariofilia
Le giovani tartarughe possono essere ospitate in un acquaterrario piuttosto ampio, munito di una cospicua area asciutta. Questo deve essere dotato di un termoriscaldatore e di una fonte di luce a raggi ultravioletti A e B. Le temperature ottimali vanno dai 20 ai 28 °C con una lieve escursione termica giornaliera di circa 5-6 °C; l'umidità dovrebbe aggirarsi attorno al 50-70% (necessario un riscaldatore e un filtro esterno per la qualità dell'acqua). Quando le loro dimensioni cominciano a superare la decina di cm di carapace (di lunghezza) andrebbero alloggiate all'aperto per tutto l'anno (eccezione fatta per le aree in cui l'acqua d'inverno ghiaccia all'aperto), in un apposito laghetto con molta sabbia di fondo e almeno 2m di profondità per il letargo. Se non fosse possibile ospitare le tartarughe adulte all'aperto, si consiglia di tenerle tutto l'anno in un acquaterrario 100x50x50 (per un solo esemplare) o 120x60x60 (per due esemplari).

## Galleria d'immagini

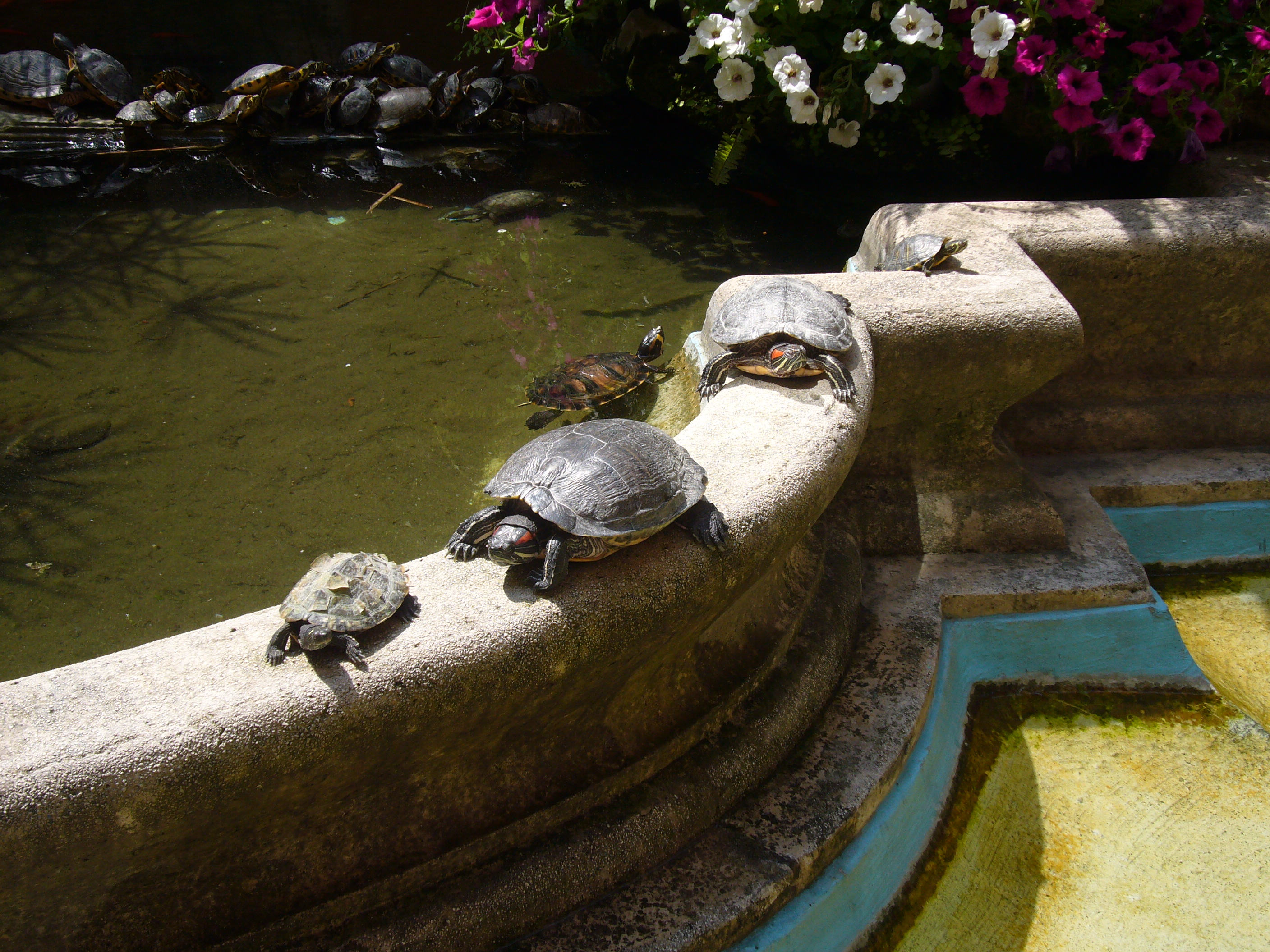
Numeroso gruppo di Trachemys tra cui anche alcune Trachemys scripta scripta
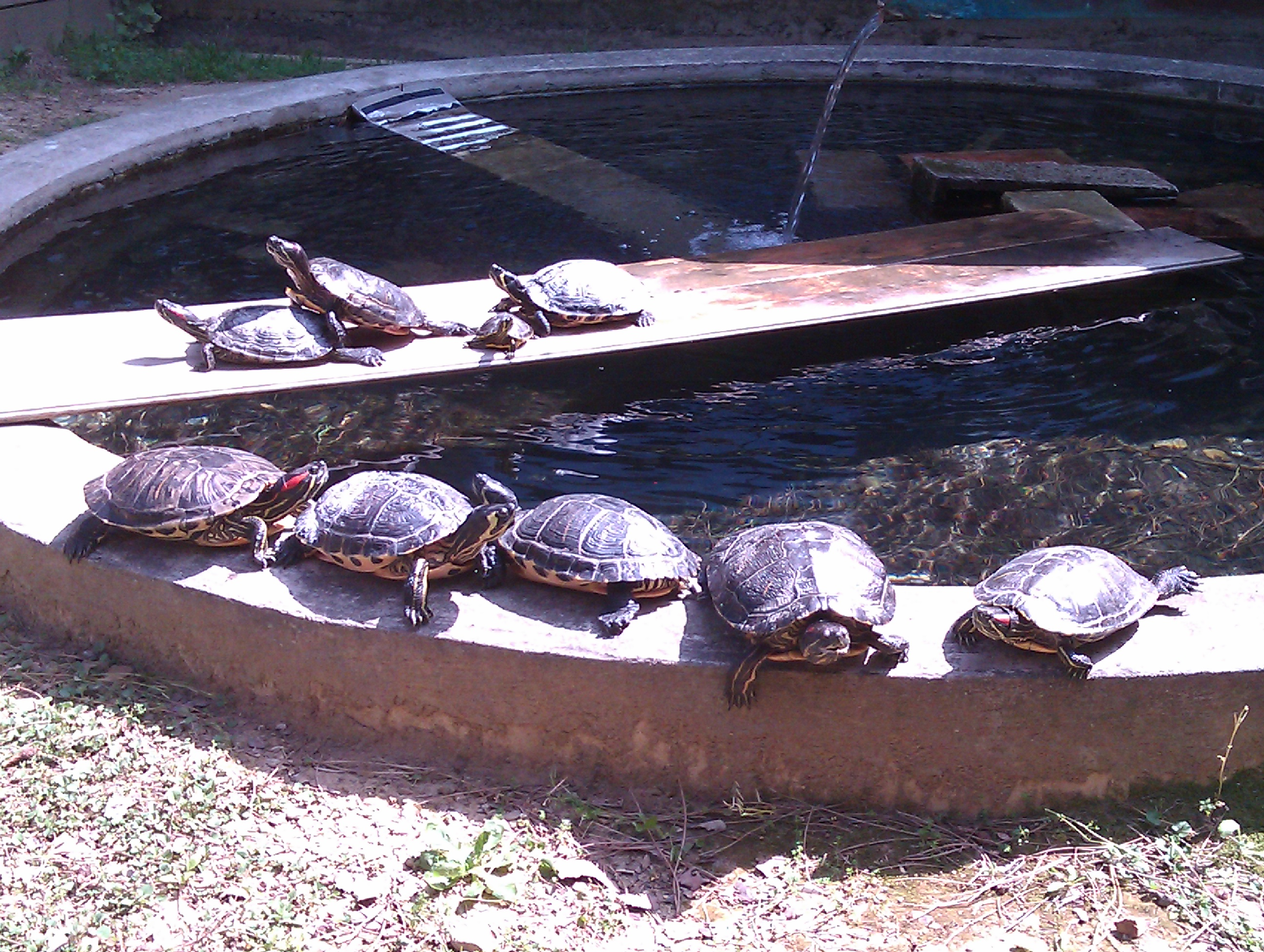
Gruppo di Trachemys scripta, con alcune Trachemys scripta elegans ed alcune Trachemys scripta scripta
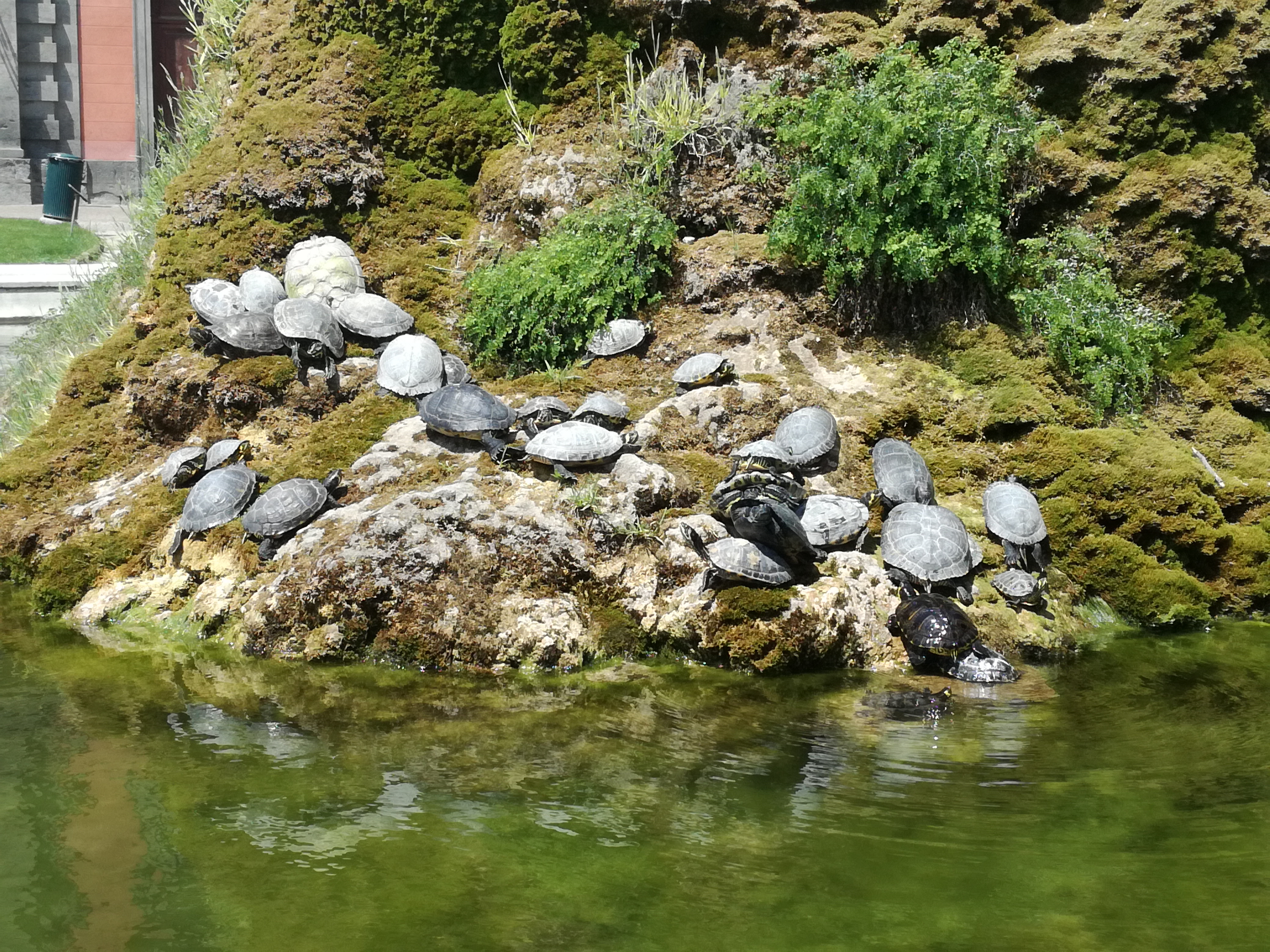
Fontana del Belvedere al Museo nazionale di Capodimonte